# Arquebisbat de Tàrent
L'arquebisbat de Tàrent (italià: arcidiocesi di Taranto; llatí: Archidioecesis Tarentina ) és una seu metropolitana de l'Església catòlica que pertany a la regió eclesiàstica Pulla. El 2010 tenia 405.542 batejats d'un total de 408.481 habitants. Actualment està regida per l'arquebisbe Filippo Santoro.

## Territori
L'arquebisbat comprèn 18 municipis de la província de Tàrent: Carosino, Crispiano, Faggiano, Fragagnano, Grottaglie, Leporano, Lizzano, Martina Franca, Monteiasi, Montemesola, Monteparano, Pulsano, Roccaforzata, San Giorgio Ionico, San Marzano di San Giuseppe, Statte, Tàrent i Torricella.
La seu arquebisbal és la ciutat de Tàrent, on es troba la catedral de Sant Cataldo i la Cocatedral de la Gran Mare de Déu.
El territori s'estén sobre una superfície de 1.056 km², i està dividit en 89 parròquies, agrupats en 11 arxiprestats i una unitat pastoral.

## Història
Segons la tradició local, san Pere hauria fundat la primera comunitat cristiana a Tàrent, i consagraria Sant Amasià com el primer bisbe. Un altre bisbe atribuït per la tradició a Tàrant va ser San Cataldo, qui hauria viscut a la segona meitat del segle v. Lanzoni mostra com aquests dos sants no podrien haver estat bisbes de Tàrent.
El primer bisbe històricament documentat va ser Pere (o Innocenzo, segons Ughelli, Cappelletti i Gams), esmentat en una carta del papa Gelasi I (492 - 496).
Sota el pontificat del Papa Gregori el Gran, la seu episcopal va ser ocupada per tres bisbes: Andrea (590), Giovanni (601) i Honori (603). Joan III al 978 va ser el primer a rebre el títol d'arquebisbe. És ben sabut que Tàranto, encara que els governessin els romans d'Orient, mai van incorporar el ritu bizantí.
Drogone el 1071 va erigir la Catedral, després de l'anterior fos destruïda pels sarraïns.
L'arquebisbe Angelo, que ocupà la seu de Tàrent entre els segles xi i xii, va ser enviat en diverses ambaixades a prop d'Innocenci III.
El cardenal Marcantonio Colonna (1560) va introduir la reforma tridentina i va establir el seminari arxidiocesà el 1561 o el 1563.

## Cronologia episcopal
- Sant'Amasiano †
- San Cataldo †
- Renovato †
- Pietro (Innocenzo) † (en temps del Papa Gelasi I)
- Andrea † (citat el 593)
- Giovanni I † (citat el 601)
- Onorio † (citat el 603)
- Giovanni II † (citat el 649)
- Gervasio I † (citat el 659)
- Germano † (citat el 680)
- Cesario o Anfrido † (citat el 743)
- Anonimo † (885 - 891)
- Giovanni III † (citat el 978)
- Dionisio † (983)[2]
- Alessandro Facciapecora † (citat el 1040)
- Stefano † (? - 1041 mort)
- Cinnamo † (1041 - 1049)
- Drogone † (1053 - 1071)
- Orso † (citat el 1080)
- Basilico † (inicis de 1084 - finals de 1085)
- Alberto † (citat el 1092)
- Giacomo † (citat el 1098)
- Stefano Filomarino † (? - 1102)
- Monaldo † (1102 - ?)
- Reinaldo † (1106 - 1119)
- Gualtiero Domini-Goffredi † (1120 - 1133)
- Bellegardo ? †
- Rolemanno o Rosemanno † (citat el 1133)
- Filippo, O.Cist. † (1135 - 1139 deposat)
- Giraldo I † (1139 - finals de 1172)
- Basilico Palagaro o Paleano † (inicis de 1179 - finals de 1181)
- Gervasio II † (? - 1194 mort)
- Angelo, O.E.S.A. † (1195 - 1202 mort)
- Giraldo II (1202 - ?)
- Nicola I † (citat el 1205 vers)
- Berardo † (1205 - finals de 1210)
- Anonimo † (citat al de novembre de 1215)
- Gualtiero II † (1216 - de març de 1218 mort)
- Nicola II † (20 de novembre de 1219 - 1248)
- Enrico Cerasolo † (8 d'abril de 1252 - 1274)[3]
- Enrico II Cerasolo † (9 de gener de 1274 - 1298 mort)
- Gualtiero III Saraceno † (22 de juny de 1299 - 1301 mort)
- Gregorio da Capua, O.P. † (13 de novembre de 1301 - 1334 mort)
- Ruggero Capitignono-Taurisano † (26 d'abril de 1334 - 1348 mort)
  - Bertrando di Castronovo † (1348 - 7 de gener de 1349 nomenat arquebisbe de Salern) (bisbe electe)
- Giacomo III (d'Atri) † (7 de gener de 1349 - 15 de juliol de 1381[4] mort)
- Obediència avinyonesa:
  - Martino † (20 de novembre de 1381 - ? mort)
  - Matteo † (28 de maig de 1384 - finals de 1397)
- Obediencia romana i pisana:
  - Marino I Del Giudice † (4 de juny de 1380 - de desembre de 1385 mort)
  - Pietro Amely di Brunac, O.E.S.A. † (vers 1386 - 12 de novembre de 1387 nomenat patriarca de Grado)
  - Pietro † (12 d'abril de 1389 - ? mort)
  - Elisario, O.S.B. † (27 de juny de 1391 - ?)
  - Bartolomeo d'Aprano † (? - 17 de març de 1400 nomenat arquebisbe de Salern)
  - Jacopo Palladini † (24 de març de 1400 - 16 de novembre de 1401 nomenat bisbe de Florència)
  - Alamanno Adimari † (16 de novembre de 1401 - 3 de novembre de 1406 nomenat arquebisbe de Pisa)
- Ludovico Bonito † (29 de juliol de 1407 - 1412 dimití)
  - Rinaldo Brancaccio † (3 de juliol de 1412 - 1420 dimití) (administrador apostòlic)
- Giovanni Berardi di Tagliacozzo † (20 d'octubre de 1421 - 19 de desembre de 1439 dimití)
  - Giuliano Cesarini † (vers 1440 - 7 de març de 1444 dimití) (administrador apostòlic)
- Mario Orsini † (30 de juliol de 1445 - 1471)
- Latino Orsini † (30 d'octubre de 1472 - 11 d'agost de 1477 mort)
  - Giovanni d'Aragona † (10 de novembre de 1477 - 17 d'octubre de 1485 dimití) (administrador apostòlic)
- Giovanni Battista Petrucci † (17 de novembre de 1485 - 26 de gener de 1489 dimití)[5]
- Francesco de Perez † (26 de gener de 1489 - 1491 mort)
  - Giovanni Battista Orsini † (5 de novembre de 1490 - 24 de setembre de 1498 dimití) (administrador apostòlic)
- Enrico Bruno, O.P. † (24 de setembre de 1498 - 1509 mort)
- Orlando Carretto della Rovere † (10 d'octubre de 1509 - 24 d'abril de 1510 nomenat arquebisbe de Nazareth)
- Giovanni Maria Poderico † (24 d'abril de 1510 - 1524 mort)
- Francesco Armellini Pantalassi de' Medici † (15 de desembre de 1525 - d'octubre de 1527 mort)
- Girolamo d'Ippolito, O.P. † (18 de gener de 1528 - 1528 mort)
- Antonio Sanseverino † (31 d'agost de 1528 - 17 d'agost de 1543 mort)
- Francesco Colonna † (22 d'octubre de 1544 - 1560 mort)
- Marcantonio Colonna † (9 de juliol de 1560 - 13 d'octubre de 1568 nomenat arquebisbe de Salern)
- Girolamo da Correggio † (13 de maig de 1569 - 9 d'octubre de 1572 mort)
- Lelio Brancaccio † (15 de juliol de 1574 - 1599 mort)
- Juan de Castro, O.S.B.Clun. † (20 de març de 1600 - 11 de novembre de 1601 mort)
  - Sede vacante (1601-1605)
- Ottavio Mirto Frangipane † (20 de juny de 1605 - 24 de juliol de 1612 mort)
- Bonifazio Caetani † (22 d'abril de 1613 - 24 de juny de 1617 mort)
- Antonio d'Aquino † (23 de juliol de 1618 - inicis de 27 d'agost de 1627 mort)
- Francisco Sánchez Villanueva y Vega † (24 de gener de 1628 - 23 de setembre de 1630 nomenat arquebisbe a títol personal de Mazara del Vallo)
- Gil Carrillo de Albornoz † (23 de setembre de 1630 - 30 de març de 1637 dimití)
- Tommaso Caracciolo † (30 de març de 1637 - 1665 mort)
- Tommaso de Sarria, O.P. † (13 d'abril de 1665 - 5 de novembre de 1682 mort)
- Francesco Pignatelli, C.R. † (27 de setembre de 1683 - 19 de febrer de 1703 nomenat arquebisbe de Nàpols)
  - Sede vacante (1703-1713)
- Giovanni Battista Stella † (30 d'agost de 1713 - desembre de 1725 mort)
- Fabrizio de Capua † (22 de desembre de 1727 - 11 de desembre de 1730 nomenat arquebisbe de Salern)
- Celestino Galiano, O.S.B.Coel. † (30 d'abril de 1731 - 31 de març de 1732 dimití)
- Casimiro Rossi † (19 de gener de 1733 - 5 de maig de 1738 nomenat arquebisbe de Salern)
- Giovanni Rossi, C.R. † (21 de maig de 1738 - de febrer de 1750 mort)
- Antonino Sersale † (16 de novembre de 1750 - 11 de febrer de 1754 nomenat arquebisbe de Nàpols)
- Isidoro Sánchez de Luna, O.S.B. † (22 d'abril de 1754 - 28 de maig de 1759 nomenat arquebisbe de Salern)
- Francesco Saverio Mastrilli, C.R. † (13 de juliol de 1759 - d'octubre de 1777 mort)
- Giuseppe Capecelatro † (30 de març de 1778 - 28 de març de 1817 dimití)
- Giovanni Antonio de Fulgure, C.M. † (25 de maig de 1818 - 6 de gener de 1833 mort)
- Raffaele Blundo † (6 d'abril de 1835 - 20 de juny de 1855 mort)
- Giuseppe Rotondo † (17 de desembre de 1855 - 20 de gener de 1885 mort)
- Pietro Alfonso Iorio † (27 de març de 1885 - 15 de novembre de 1908 dimití)
- Giuseppe Cecchini, O.P. † (4 de desembre de 1909 - 17 de desembre de 1916 mort)
- Orazio Mazzella † (14 d'abril de 1917 - 1 de novembre de 1934 dimití)
- Ferdinando Bernardi † (21 de gener de 1935 - 18 de novembre de 1961 mort)
- Guglielmo Motolese † (16 de gener de 1962 - 10 d'octubre de 1987 dimití)
- Salvatore De Giorgi (10 d'octubre de 1987 - 11 de maig de 1990 dimití)
- Benigno Luigi Papa, O.F.M.Cap. (11 de maig de 1990 - 21 de novembre de 2011 jubilat)
- Filippo Santoro, des del 21 de novembre de 2011

## Estadístiques
A finals del 2010, la diòcesi tenia 405.542 batejats sobre una població de 408.481 persones, equivalent al 99,3% del total.
| any  | població | població | població | sacerdots | sacerdots       | sacerdots       | sacerdots             | diaques | religiosos | religiosos | parroquies |
| ---- | -------- | -------- | -------- | --------- | --------------- | --------------- | --------------------- | ------- | ---------- | ---------- | ---------- |
| any  | batejats | total    | %        | total     | clergat secular | clergat regular | batejats por sacerdot | diaques | homes      | dones      |            |
| 1950 | 345.000  | 345.800  | 99,2     | 197       | 141             | 56              | 1.751                 |         | 75         | 242        | 43         |
| 1970 | 358.400  | 358.999  | 99,8     | 196       | 116             | 80              | 1.828                 |         | 95         | 500        | 67         |
| 1980 | 401.313  | 403.208  | 99,5     | 212       | 116             | 96              | 1.892                 |         | 107        | 534        | 73         |
| 1990 | 413.085  | 417.168  | 99,0     | 215       | 117             | 98              | 1.921                 | 1       | 104        | 463        | 80         |
| 1999 | 405.563  | 408.218  | 99,3     | 219       | 132             | 87              | 1.851                 | 12      | 96         | 358        | 83         |
| 2000 | 408.212  | 411.655  | 99,2     | 218       | 132             | 86              | 1.872                 | 15      | 95         | 376        | 83         |
| 2001 | 391.941  | 395.178  | 99,2     | 227       | 139             | 88              | 1.726                 | 15      | 94         | 369        | 86         |
| 2002 | 406.703  | 410.203  | 99,1     | 222       | 138             | 84              | 1.831                 | 17      | 93         | 325        | 86         |
| 2003 | 406.954  | 410.502  | 99,1     | 227       | 142             | 85              | 1.792                 | 17      | 95         | 350        | 87         |
| 2004 | 405.870  | 409.350  | 99,1     | 223       | 143             | 80              | 1.820                 | 15      | 90         | 366        | 82         |
| 2010 | 405.542  | 408.481  | 99,3     | 236       | 167             | 69              | 1.718                 | 16      | 70         | 314        | 89         |